# Stift St. Georgen
Das Stift St. Georgen am Längsee ist ein ehemaliges Kloster der Benediktinerinnen in der Gemeinde Sankt Georgen am Längsee im Bezirk St. Veit an der Glan in Kärnten. Es wurde zwischen 1002 und 1023 gegründet und 1783 im Zuge der Josephinischen Reform aufgelöst. Die Stiftskirche, eine gotische Kirche, dient heute als Pfarrkirche der lokalen Gemeinde. Das Kloster wurde bis 1884 als Schloss und wird seither als Schule, Bildungshaus und Hotel genutzt. Die Klosteranlage steht als barockes Gesamtensemble unter Denkmalschutz (Listeneintrag).

## Geschichte
Das Kloster wurde zwischen 1002 und 1008 von der Gräfin Wichburg, der Gattin des Grafen Ottwin von Sonnenburg (Pustertal), als Benediktinerinnenkloster gegründet, an der Stelle einer Georgskirche errichtet und 1023 von Erzbischof Hartwig von Salzburg geweiht. Erstmals erwähnt wird das Kloster in einem heute im Kärntner Landesmuseum ausgestellten Gründungsbericht aus dem frühen 11. Jahrhundert.
1122 wurde das Kloster dem Erzbistum Salzburg unterstellt. Da nur Adelsangehörige ins Kloster aufgenommen wurden, wuchs das Klostervermögen zunächst rasch an. Mitte des 12. Jahrhunderts waren Neubauten erforderlich. 1259 wurde das Stift in einem Krieg geplündert, ebenso 1473 in den Türkenkriegen.
In der Gegenreformation wurde die Zahl der Schwestern im Kloster – dessen Fortbestand zuvor schon gefährdet gewesen war – wieder erhöht, und 1654 begann man damit, die Anlage durch den Baumeister Pietro Francesco Carlone in barockem Stil umzugestalten und wesentlich zu vergrößern. 1720 wurden die Barockbauten um eine Etage aufgestockt und die Kirche barockisiert.
1783 wurde das Kloster durch Kaiser Joseph II. aufgehoben und zunächst vom Religionsfonds verwaltet. Bei der Versteigerung 1788 erhielt der Gewerke Maximilian Thaddäus von Egger den Zuschlag um 163.100 Gulden und begründete den Stiftskomplex zum neuen Stammsitz der Grafen von Egger, in deren Besitz die Anlage bis 1884 blieb. Das Innere wurde schlossartig ausgestattet, ein englischer Garten mit Orangerie angelegt. In den 1880er Jahren richtete man ein Hotel mit über 70 Betten ein.
1909 erwarb Gustav Sichl das Schloss, das 1935 von den Mariannhiller Missionaren gekauft wurde und ab 1938 auch Standort eines Priesterseminars der Diözese Gurk wurde. 1940 wurde das Stift beschlagnahmt und dem Reichsgau Kärnten zugewiesen; bis 1942 blieb das Priesterseminar im Kloster. Der Bibliotheksbestand von 10.000 Bänden musste an die Öffentliche Studienbibliothek Klagenfurt abgeliefert werden, wurde aber nach Kriegsende restituiert. 1943 kaufte die Organisation Todt das Stift vom Land Kärnten und nutzte es als Lazarett. Nach Kriegsende wurde von den Engländern eine Lungenheilanstalt für Displaced Persons eingerichtet.
1948 erhielten die Mariannhiller Missionare das Gebäude wieder zurück. 
Seit 1959 ist es im Besitz des Diözese Gurk-Klagenfurt, das dort bis 2020 ein Bildungshaus mit angeschlossenem Gastronomie- und Beherbergungsbetrieb führte. Derzeit wird das Stift als Hotel und für Veranstaltungen genutzt.

## Baubeschreibung

### Gesamtanlage
Das malerisch auf einem Hügel über dem Längsee gelegene Stift ist eine barocke Anlage. Von dem ehemals ältesten Kloster Kärntens, das im 11. Jahrhundert gegründet wurde, haben sich, abgesehen von Resten romanischer Mauersubstanz, nur noch wenige Reste erhalten. Neben dem Toreingang im Hof ist ein eingemauerter Ornamentstein aus dem 11. bzw. 12. Jahrhundert zu sehen. Von besonderer Bedeutung ist jedoch das Stiftertäfelchen aus der Zeit um 1250, das auf der einen Seite die Köpfe des Stifterpaares und Äbtissin Hiltipurg mit der segnenden Hand Gottes und auf der anderen Seite die folgende erklärende Inschrift zeigt: „Hier liegt der Körper der verehrten Wichpurch, des Grafen Otwin Gemahlin, und deren Tochter Hiltipurg, dieses Klosters erster Äbtissin.“
Das Stufenportal, das sich heute an der Nordseite des Kirchenschiffes befindet, wurde in Zusammenhang mit dem Ausbau der Kirche im 16. Jahrhundert vermutlich aus Teilen eines ehemaligen romanischen Westportals historisierend zusammengesetzt und ergänzt. Die heute nicht mehr zugängliche Krypta, die ähnlich wie in der Stiftskirche Göß in Leoben unter dem Chor liegt, besteht vermutlich auch noch aus romanischer Bausubstanz. Die Kirche und auch die Klosteranlage, deren ursprüngliche Größe heute nicht mehr bekannt sind, könnten nur durch umfangreiche Grabungsarbeiten dokumentiert werden. Sie erfuhren im Laufe der Jahre mehrere Veränderungen. Im 14. Jahrhundert entschloss man sich zu größeren Umbau- und vermutlich auch Erweiterungsarbeiten der Kirche. Von dieser Phase existieren heute noch die abgestuften Strebepfeiler außen am Chor und an den Wänden des Langhauses. Im Rahmen von Restaurierungsarbeiten wurde außerdem festgestellt, dass die einst spitzbogigen Kirchenfenster erst im Barock umgestaltet wurden. Im Kircheninneren hat sich an der Südseite im fünften Joch ein bemerkenswertes Kielbogenportal mit Fialen und Krabbendekor aus dem 15. Jahrhundert erhalten. Dieses Portal, das erst bei einer Restaurierung in der zweiten Hälfte des 20. Jahrhunderts freigelegt wurde, diente in vergangener Zeit vermutlich als Zugang zu dem im 19. Jahrhundert abgetragenen Kreuzganges. Nach einem Brand im 16. Jahrhundert mussten Teile des Klosters abgetragen und neu errichtet werden. Dabei wurde der zweigeschoßige Arkadengang im Norden des Hofes, wie eine Inschriftentafel an der Brüstung schreibt, unter der Äbtissin Dorothea Rumph im Jahr 1546 neu gebaut. Die über Pfeilern errichteten Erdgeschoßarkaden mit den spitz zulaufenden Kreuzgratgewölben wirken jedoch älter, sodass es sich bei dem Jahr 1546 um das Jahr der Fertigstellung handeln dürfte, und sich ausschließlich auf die Arkaden der Obergeschoße bezieht, deren Säulen an den Basen und Kapitellen mit einfachem Blattwerk verziert sind. In diesem nördlichen Teil der Klosteranlage sind auch spätgotische Gewölbe mit Stuckgraten vom Anfang des 16. Jahrhunderts erhalten.
Die nächste Bauphase dürfte für das heutige Aussehen der Anlage bestimmend gewesen sein. Diese erstreckte sich vom Jahr 1654 bis zum Jahr 1658. Der Umbau hatte vermutlich nicht nur bauliche Notwendigkeit, sondern fußte vielmehr auf den Ideologien der Gegenreformationsbewegung: Mit einem repräsentativen Bau soll die Rechtmäßigkeit des monastischen Lebens demonstrativ vor Augen geführt werden. Der Baumeister Franz Carlone wurde nach seinem ersten Auftrag, dem Neubau des Stiftsgebäudes von Stift Gurk mit den Neubauten der Stifte Göß und St. Georgen beauftragt. Auf Grund der vielen Aufträge konnte er jedoch nur die Bauaufsicht übernehmen. Den Großteil der Arbeiten übernahmen Handwerker und Arbeiter aus der Umgebung, etwa der Maurerpolier Merth und der Steinmetzmeister Thoma Purkher aus Gurk, der auch zwei Wappen lieferte. Einen Überblick über die Anlage, wie sie Carlone entworfen hatten, bietet die Karte von Valvasor. Sie zeigt eine zweigeschoßige, rechteckige Anlage mit einfacher Faschengliederung und einem rustizierten Einfahrtsportal an der Südseite.
Im nordwestlichen Teil des Hofes steht die Kirche mit einem Dachreiter an der Westseite und einem viergeschoßigen Turm im Osten, südlich des Chores. Der Turm entspricht mit seinen kräftigen Geschoßgesimsen und den großen, gekuppelten rundbogigen Schallfenstern entspricht auch dem heutigen Aussehen. Lediglich der Turmhelm wurde 1827 ersetzt. Im Auftrag von Graf Franz Egger wurde 1831 eine neue Kirchturmuhr durch den St. Veiter Uhrmacher Matthias Mayer gebaut. Die ursprüngliche Turmhaube und der Dachreiter wurden, wie bei Valvasor zu sehen ist, wurde 1675 und 1676 nach der Errichtung des Glockenturms von Adam Dellacher abgebaut. Diese bestanden aus zwei Zwiebelhelmen und einer Laterne. Als Turmbekrönung wurde eine Figur des heiligen Georgs geschaffen.
Südlich schloss einst ein Kreuzgang an, der den Plänen Johann Georg Hagenauers zufolge noch zur Zeit der Aufhebung des Klosters existierte. Der Osttrakt wurde vermutlich im 19. Jahrhundert abgerissen. In den Zeichnungen Valvasors ist auch eine äußere Umfassungsmauer erkennbar, von denen heute nur noch Reste existieren. Die letzte Bauphase, in der das Aussehen des Stiftes gravierend verändert wurde, fällt in die erste Hälfte des 18. Jahrhunderts. Im Zuge dieser Veränderung wurden die von Franz Carlone erbauten Trakte um ein Stockwerk erhöht und in Folge die Fassaden teilweise in den 1770er Jahren neu gestaltet.

### Pfarr- und ehemalige Stiftskirche

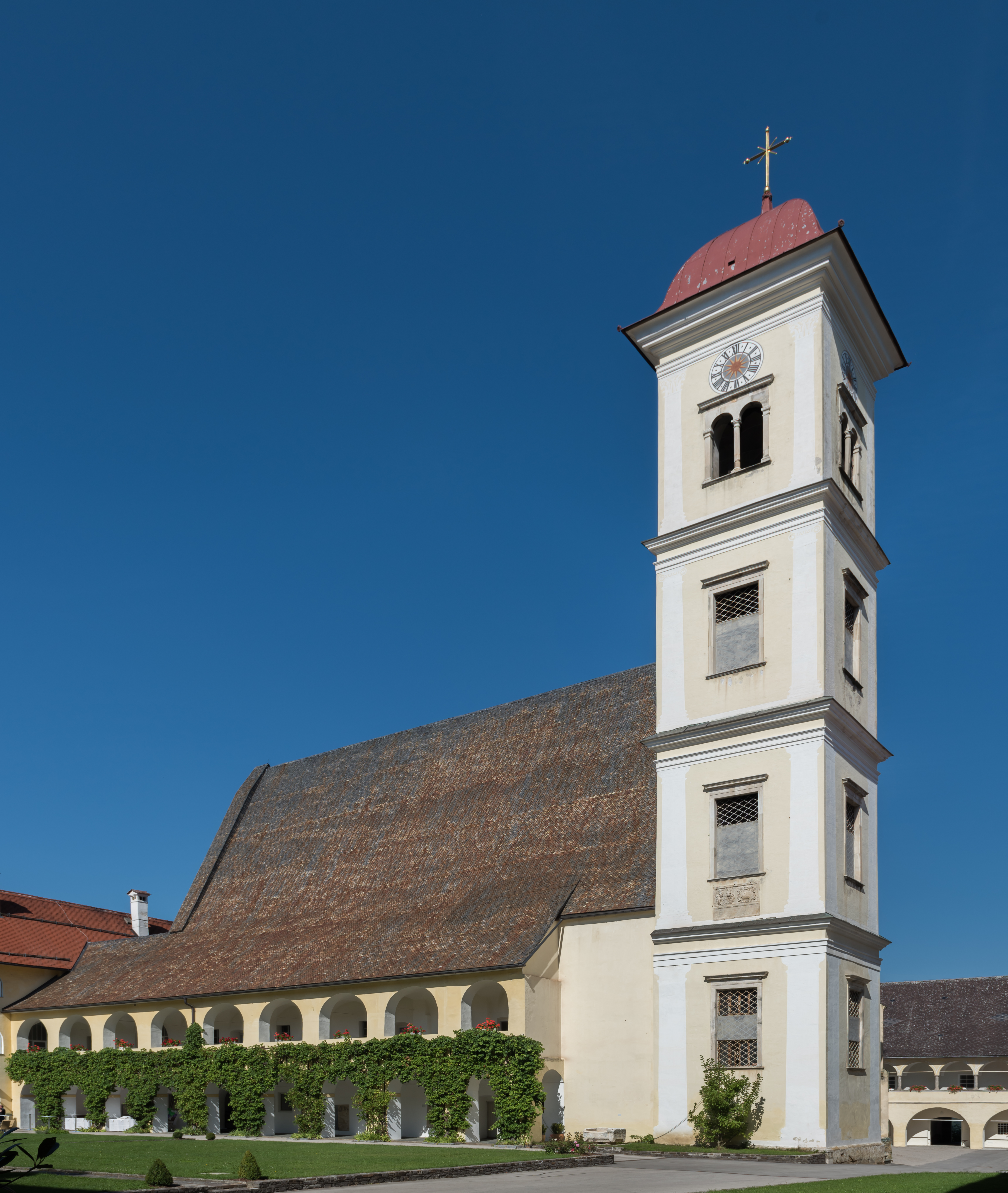
Südost-Ansicht der Kirche

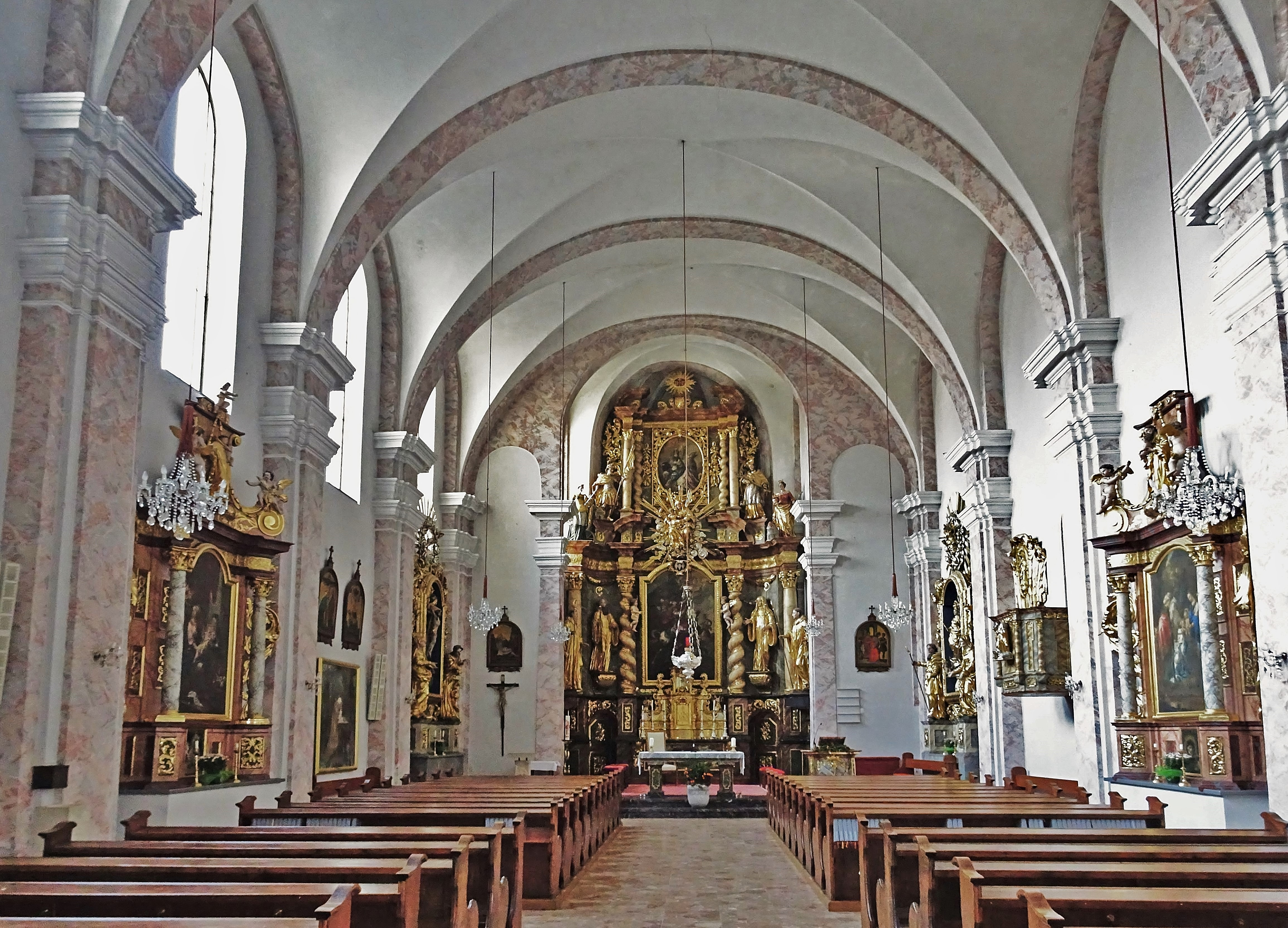
Innenansicht

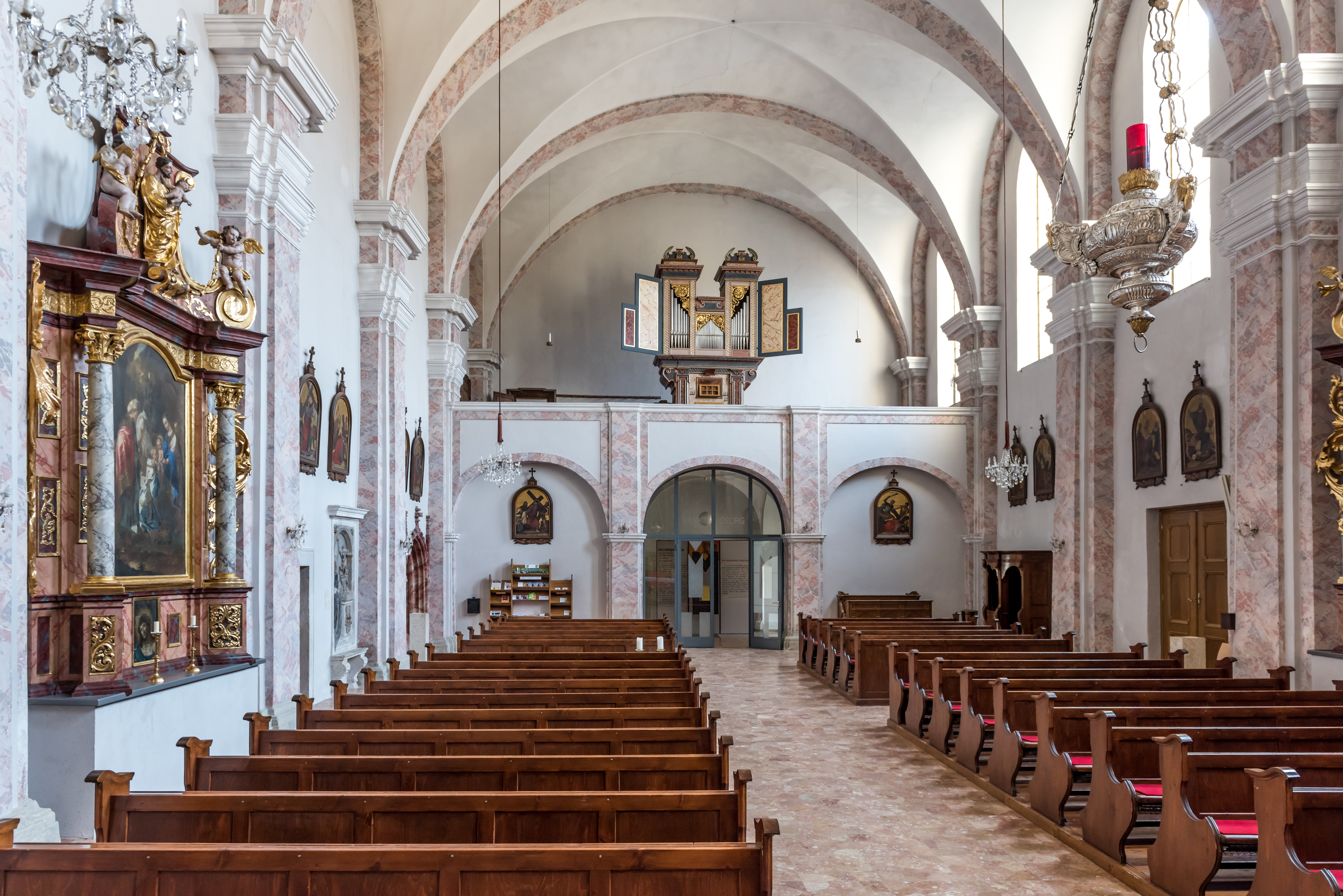
Innenansicht zur Orgelempore

Über dem romanischen Vorgängerbau wurde im 14. Jahrhundert ein gotischer Neubau errichtet, der eine eingezogene, polygonale Absis aufwies. Der Kirchturm ist barock. Die Kirche erfuhr nach 1698 unter Äbtissin Maria Antonia von Platz im Inneren eine tiefgreifende Umgestaltung. 1996 wurde das Kirchendach neu mit Steinplattln eingedeckt, musste jedoch 2020 neu gedeckt werden.

#### Architektur
Kirchenäußeres
Die Kirche geht in ihrer Mauersubstanz auf einen romanischen Kirchenbau zurück. Der gotische Bestand mit tiefen dreistufigen Strebepfeilern ist an der Nordseite des Langhauses und am Chor erkennbar. Der Chor schließt im 3/8-Schluss. An der Südseite ist der gotische Bestand hinter einem zweigeschoßigen barocken Laubengang verbogen. Die Westfassade bildet eine einheitliche Fassade mit den Stiftskomplex. Im vierten Joch der Kirchennordseite befindet sich ein romanisches, beziehungsweise romanisierendes, Stufenportal. Möglicherweise wurde es im 16. Jahrhundert von der Westfassade an die heutige Position übertragen und dabei teilweise historisierend erneuert. Im stuckierten Tympanon sind Sonne und Rosetten dargestellt. Der Kirchturm steht südlich der Apsis. Auf einer Inschriftentafel steht das Jahr 1676 als Baujahr. Der viergeschoßige Kirchturm ist durch kräftige Geschoßgesimse und durch Pilaster in Kratzputztechnik gegliedert. Die Kirchturmfenster sind gerade verdacht. Im vierten Turmgeschoß befinden sich gekoppelte Schallfenster. Die Turmhaube stammt aus dem Jahr 1827. Die ursprüngliche Sakristei, die im Norden an den Chor anschloss, wurde 1964 abgetragen. Bemerkenswert ist das spätgotische, ehemals zu einem Kreuzgang führende Kielbogen-Portal mit Fialen und Krabben an der Südseite. In der Barockzeit wurde der Turm errichtet und ein zweigeschoßiger Laubengang an die Südseite der Kirche angebaut.
Unter den Arkaden an der südlichen Außenwand befinden sich Wappengrabplatten, darunter der Gedenkstein an die Äbtissin Maria Antonia von Platz aus dem Jahr 1721 mit einem Hochrelief des heiligen Georg.
Kircheninneres
Das Langhaus der Stiftskirche ist einschiffig und wird durch sechs queroblonge kreuzgratgewölbte Joche unterteilt. Dazwischen befinden sich Gurtbögen, die auf markanten Pilastern mit reich profilierten und verkröpften Kämpfergesimsen aufsetzen. Die zweijochige, kreuzgratunterwölbte Westempore wurde dabei auf ein Joch reduziert und dient heute als Kapelle. Der Triumphbogen ist rundbogig. Seitlich von diesem befinden sich an der Triumphbogenwand auf beiden Seiten je ein schmales Blendbogenfeld. Alle Elemente der Gliederung sind marmoriert. Der einjochige Altarraum weist eine flache Apsis auf die im 3/8-Schluss endet. Der Altarraum hat die Breite des Triumphbogens. Unterhalb des Chors befindet sich die Krypta aus dem 14. Jahrhundert. In der Nordwand befinden sich rundbogige Fenster. Im zweiten Joch befindet sich an der Südseite ein spätgotisches, mit Krabben und Fialen besetztes Kielbogenportal. In der anschließenden Vorhalle mit Traubenranken und Rahmen befindet sich stuckiertes Kreuzgewölbe aus der Zeit zwischen 1670 und 1680. In diesem Vorraum befindet sich ein Gedenkstein aus dem 17. Jahrhundert, der auf die Gründung des Klosters hinweist. Im 17. und 18. Jahrhundert diente dieser Raum, eine ehemalige Grabkapelle, als Grabstätte des Klostergründers.
Südlich der Kirche, zwischen dem ehemaligen Kreuzgang und dem Langhaus befinden sich einige Räume, die teilweise nur von außen aus zugänglich sind. Wahrscheinlich befanden sich hier seit dem Abbruch des Karners im 16. Jahrhundert Gräber.

#### Einrichtung

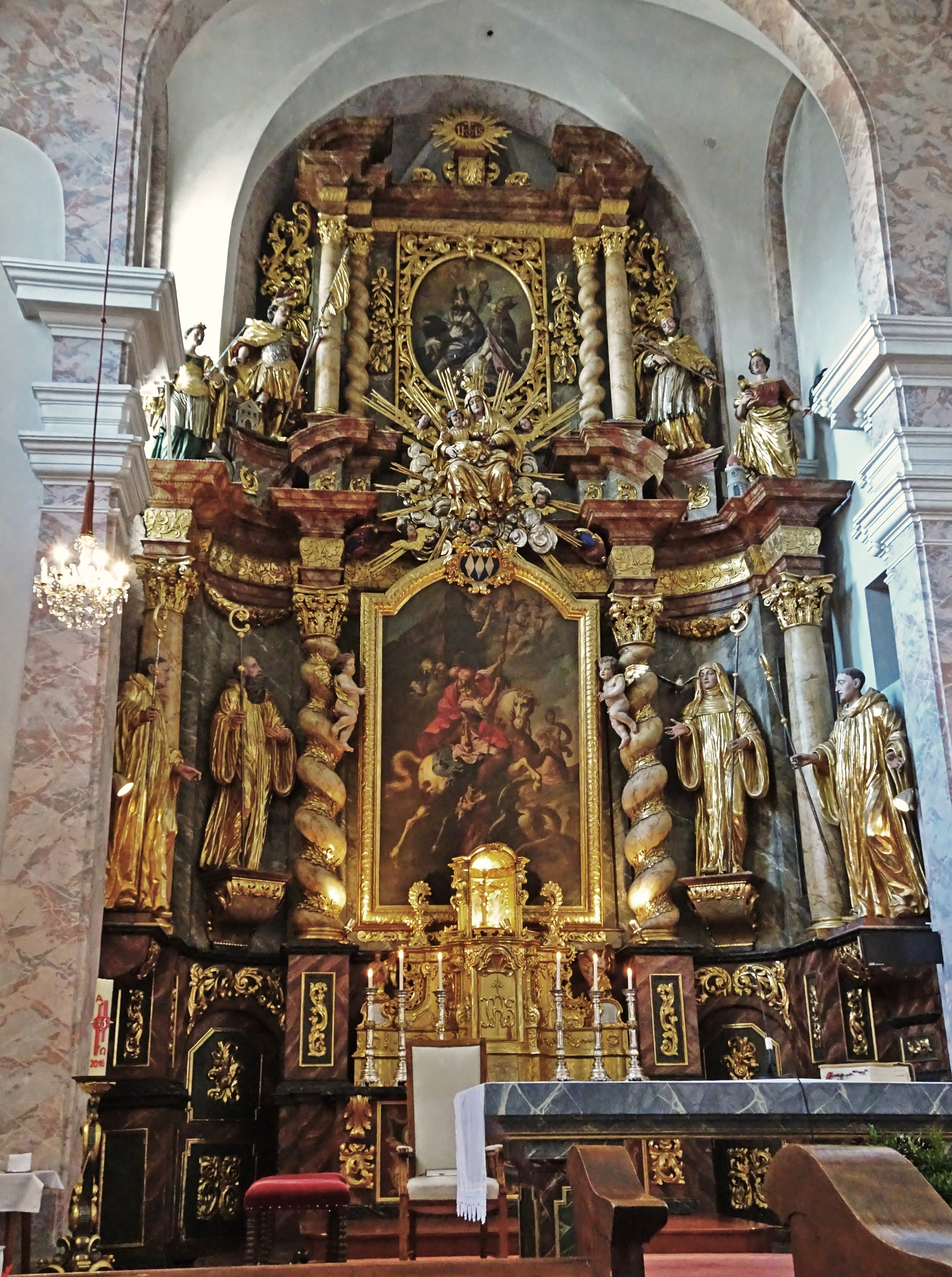
Hochaltar
Der reich geschmückte, zweigeschoßige, barocke Hochaltar füllt die Apsis des Chores. Der Altaraufbau dürfte kurz vor dem Jahr 1700 entstanden sein, da der Klagenfurter Maler Marcell Senger 1706 damit beauftragt wurde, zwei Seitenaltäre in der Art des Hochaltares zu fassen. Vom Aufbau vor 1700 ist deshalb auszugehen, da die Arbeiten am Altar durch Bildhauer und Tischler meist mehrere Jahre in Anspruch nehmen. Der Altar besteht aus einer geschlossenen Schauwand über einem hohen Sockel mit Opfergangsportalen. Die Altararchitektur wird deutlich betont. Die qualitativ hochwertigen Hochaltarfiguren im ersten Altargeschoß dürfte vom Bildhauer Marx Anton Claus stammen. Der Tabernakel und das Altarantependium mit der Darstellung der Grablegung Christi sind, genauso wie die Altarbilder und die Figuren im Obergeschoß des Altares im zweiten Viertel des 18. Jahrhunderts entstanden. Das Mittelbild zeigt den heiligen Georg, der auf einem sich bäumenden Pferd gegen den Drachen kämpft. Das Bild wird von Figuren der Ordensheiligen Benedikt von Nursia und Scholastika flankiert. An ihren Seiten stehen die Heiligen Placidus und Maurus, die Schüler Benedikts waren. Über dem Altarbild befindet sich eine figürliche Darstellung von Maria mit dem Jesuskind im Strahlenkranz. Im Obergeschoß des Ädikula-Altars stehen die Figuren der Heiligen Katharina und Florian links sowie Johannes Nepomuk und Barbara rechts. Das Aufsatzbild zeigt die Heiligen Martin und Nikolaus.
Seitenaltäre
Im Langhaus stehen vier barocke Seitenaltäre: auf der rechten Seite vorne der Marienaltar mit einer Statue der Maria Immaculata im Schrein, flankiert von den Eltern Joachim und Anna; weiter der Dreikönigsaltar mit der Darstellung der Anbetung der Heiligen Drei Könige auf dem Altarbild. Auf der linken Seite stehen der Dreifaltigkeitsaltar und der Annen-Altar. Der Annen- und der Dreikönigsaltar stehen für Stationen aus der Kindheit Jesu, während die vorderen beiden Altäre, der Marien- und der Dreifaltigkeitsaltar sein Erlösungswerk als Thema haben.
Das Mittelbild des Dreikönigsaltares zeigt die Anbetung des Christuskindes durch die Heiligen Drei Könige. Im Altaraufsatz steht eine plastische Figur des heiligen Josef mit dem Kind.
Vis-a-vis des Dreikönigsaltares befindet sich der Annenaltar. Dieser ist in den Altarformen als Pendant ausgestaltet. Das Mittelbild zeigt die heilige Anna mit Maria und dem Jesuskind. Im Altaraufsatz befindet sich die figuralplastische Darstellung des heiligen Antonius von Padua mit dem Christuskind.
Der linke vordere Altar, der Marienaltar, zeigt im Mittelteil eine Maria Immaculata. Diese wird von den Eltern Anna und Joachim flankiert. Mit der, im Barock sehr häufigen, Darstellung der Maria Immaculata wird der Sieg über das Böse, die Sünde in Form einer Schlange dargestellt.
Das Programm des Dreifaltigkeitsaltares zeigt Gottvater, der seinen Sohn zur Erlösung der Menschheit vom Bösen sandte, in Form des ans Kreuz genagelten Jesus. Das Kreuz wird von einer, von einer Schlange umschlungenen Erdkugel getragen. Die Szene wird von den irdischen Zeugen der Kreuzigung, Maria und Johannes flankiert. Im Aufsatz befindet sich die Taube des Heiligen Geistes in einem Wolken- und Strahlenkranz.

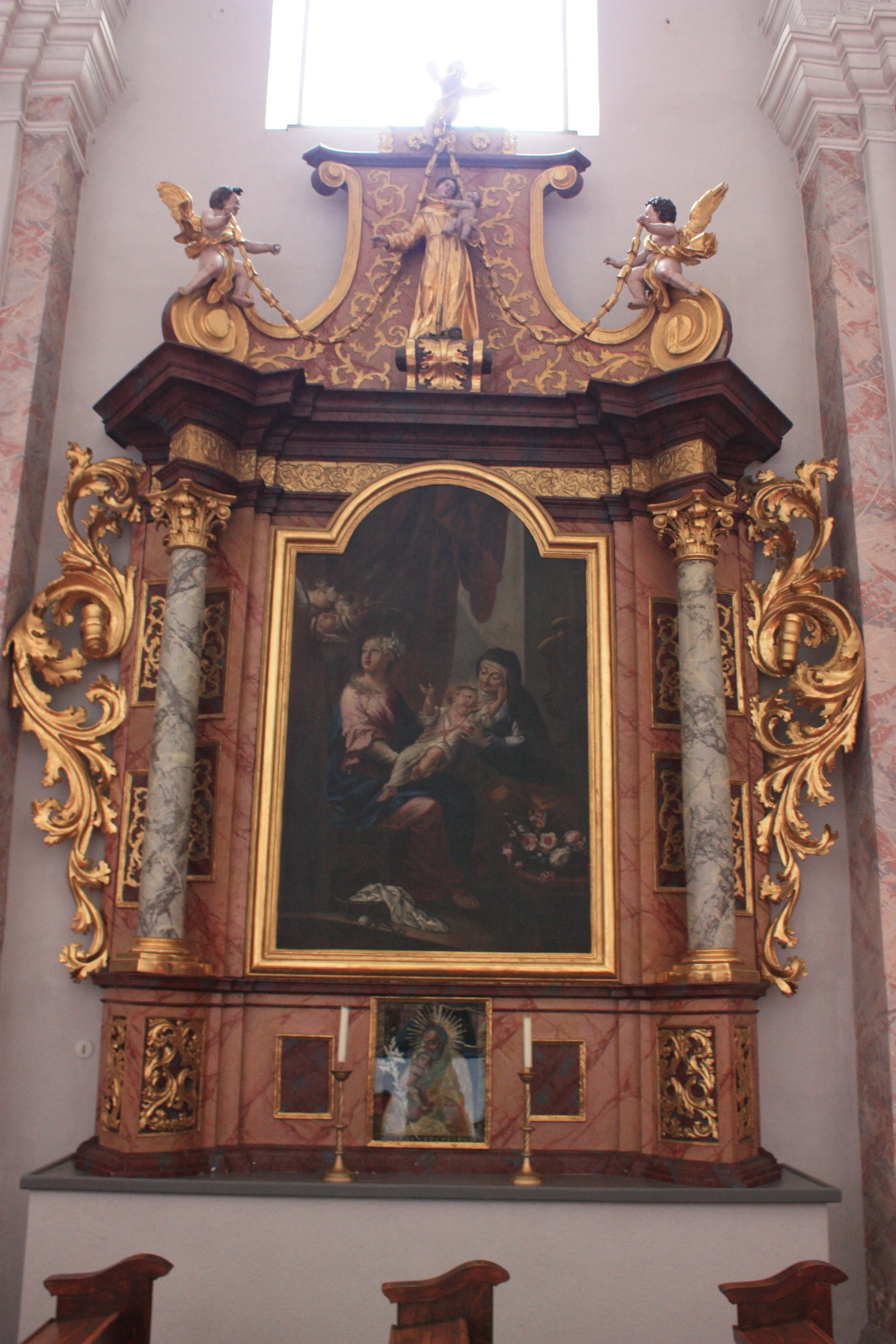
Annenaltar
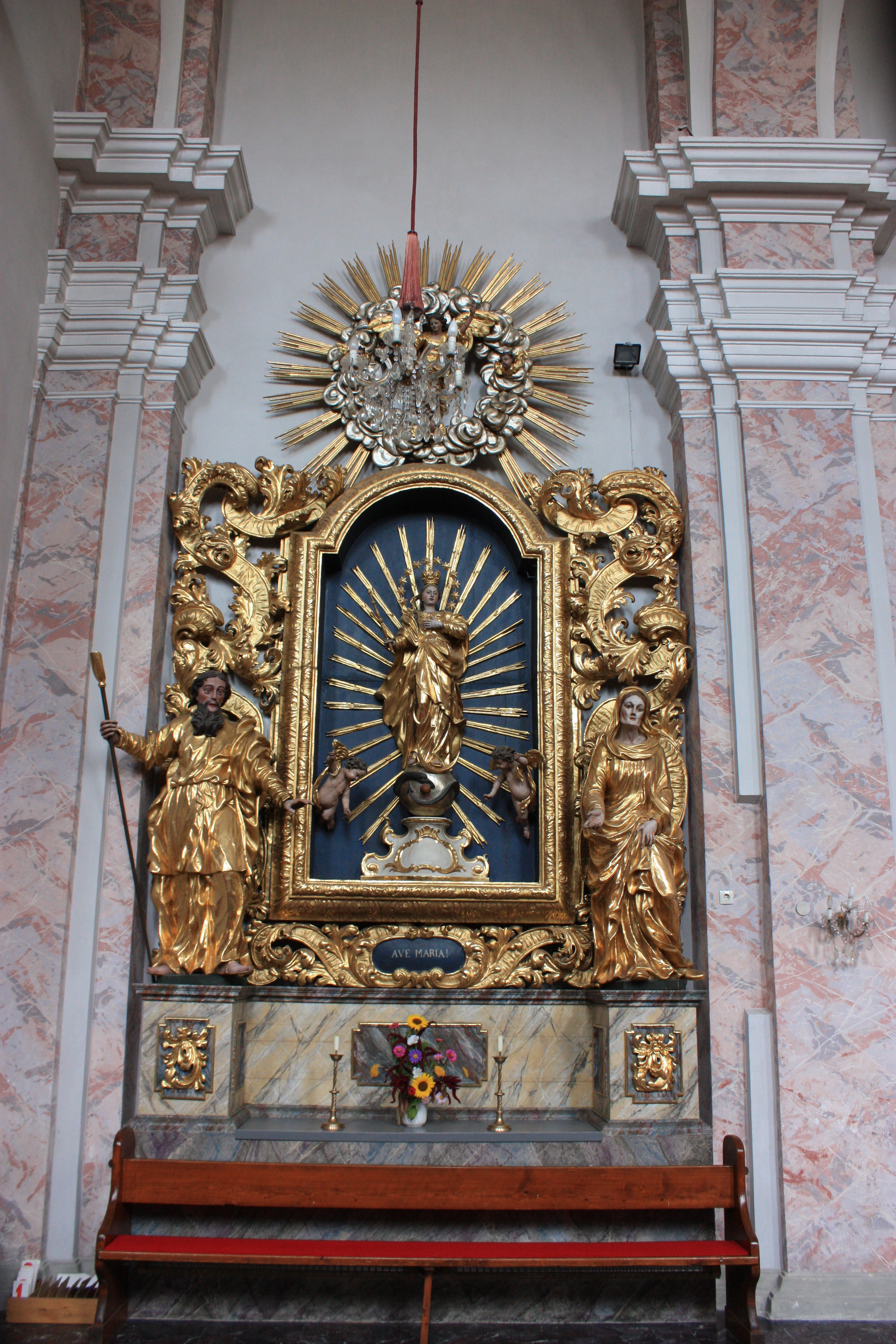
Marienaltar
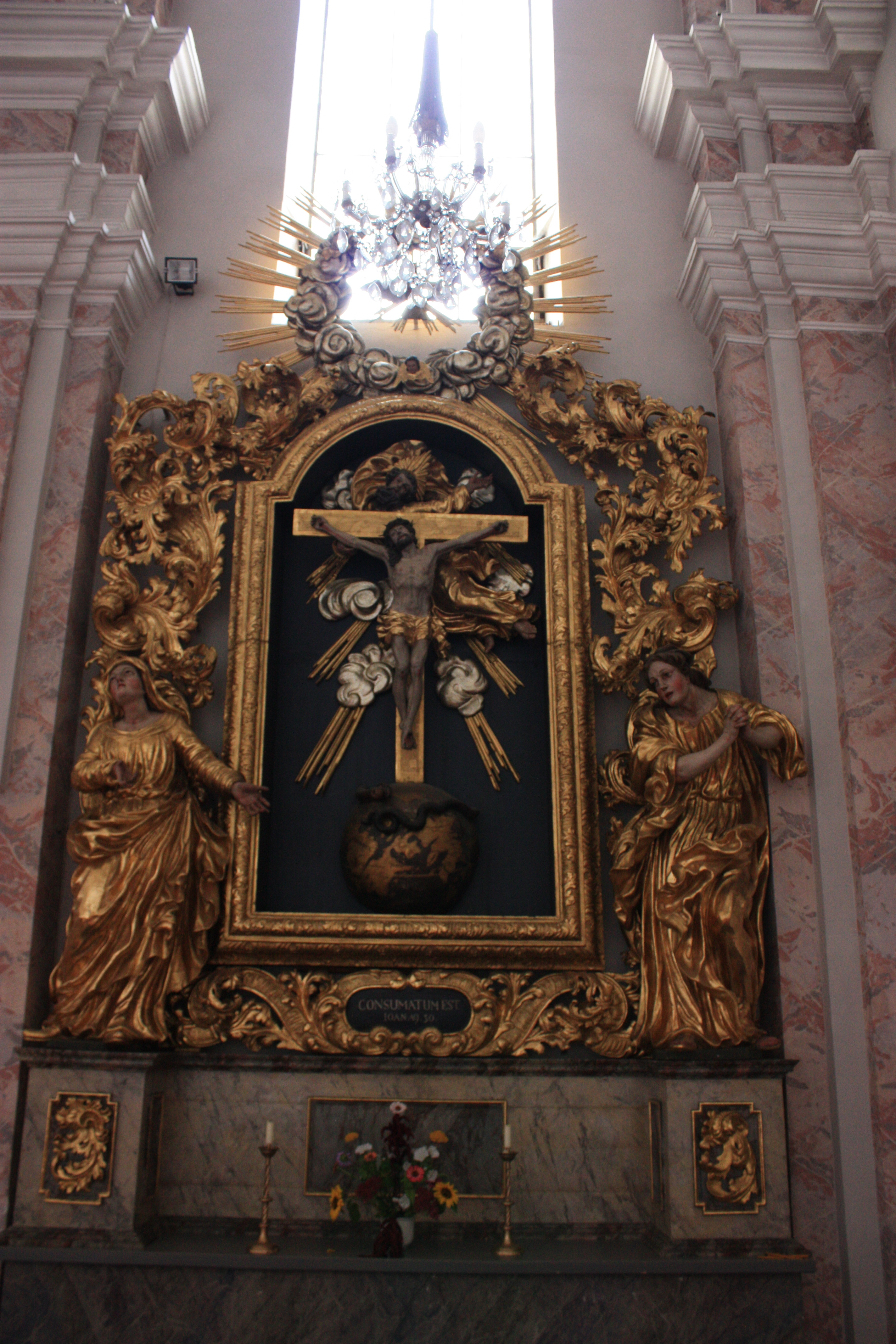
Dreifaltigkeitsaltar

Sonstige Einrichtung
Die Kreuzwegbilder wurden im Jahre 1846 vom Maler Josef Kristallnigg gemalt.
Eine Glocke im Kirchturm wurde 1583 vom Völkermarkter Glockengießer Benedikt Fiering gegossen. Die Jahreszahl des Gusses ist als Inschrift auf der Glocke vermerkt.

### Orgel
Die Orgel wurde durch Hans Schlackwein erbaut. Der Prospekt stammt aus dem Jahr 1625. Das Gehäuse wurde in den darauffolgenden Jahrhunderten mehrfach verändert. Im Jahr 1987 wurde das Instrument durch Orgelbau Pirchner einer umfassenden Restaurierung unterzogen.
Disposition
| Manual |           |       |
| 1.     | Copel     | 8′    |
| 2.     | Principal | 4′    |
| 3.     | Flöte     | 4′    |
| 4.     | Octav     | 2′    |
| 5.     | Mitur     | 2fach |

| Pedal |          |     |  |
| 6.    | Subbaß   | 16′ |  |
| 7.    | Ovtavbaß | 8′  |  |

### Grab- und Gedenksteine
In der Kirche sowie im Stiftshof befinden sich einige Grab- und Gedenksteine, die teilweise eingemauert bzw. frei aufgestellt sind.
Grabstein der Afra von Staudach

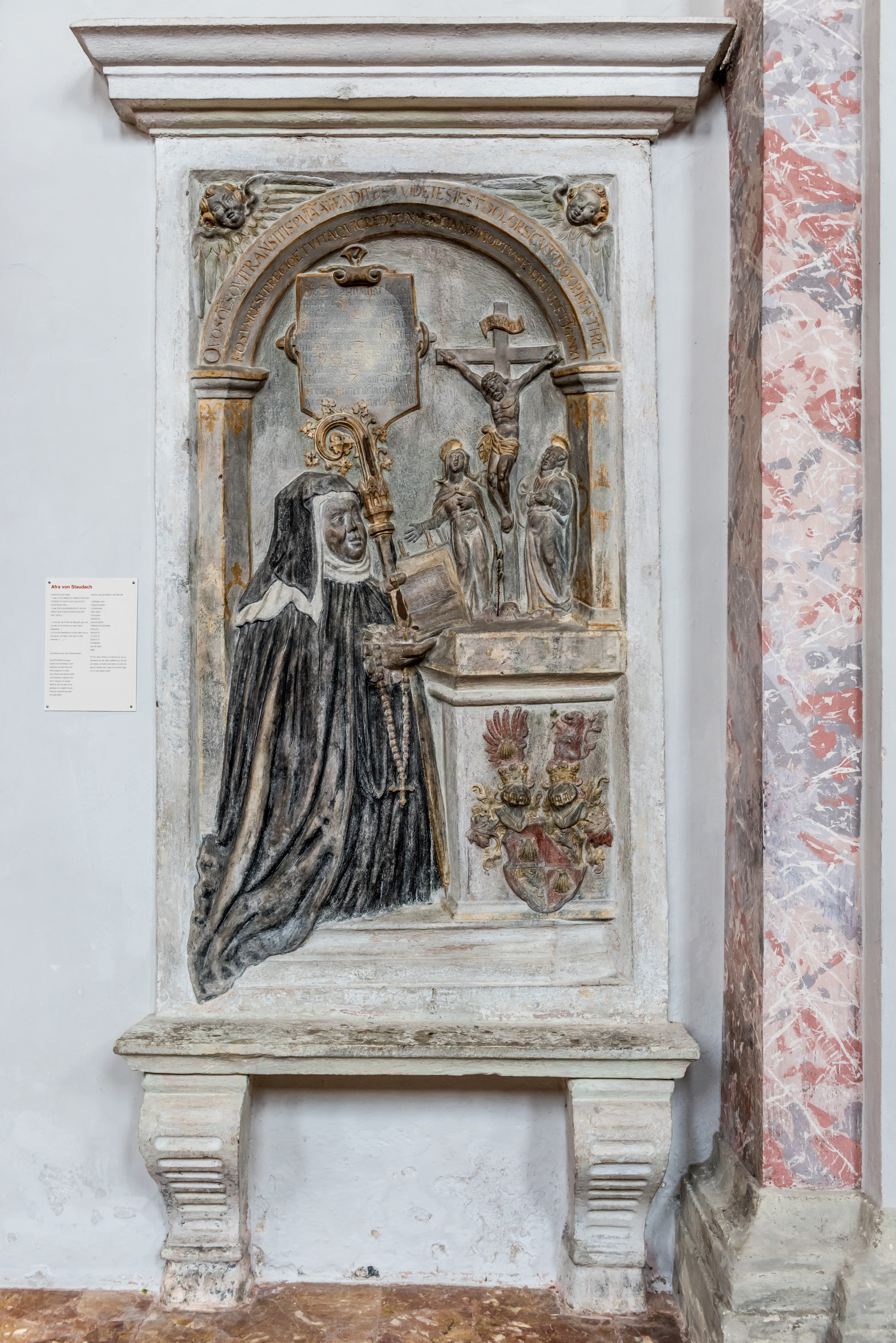
Grabstein der Afra von Staudach († 1591)

Das Epitaph der Afra von Staudach besteht aus weißem Marmor und befindet sich im an der südlichen Innenwand der Kirche, beim Eingang zur Sakristei. Das Bildfeld des Grabsteines ist vertieft in eine renaissancezeitliche Rundbogenarchitektur eingebettet. Im Bildfeld befindet sich ein Altaraufbau, auf dessen Stufen Afra von Staudach im Ordensgewand kniet. Um ihren rechten Arm hängt ein Rosenkranz, mit dem linken Arm umfasst sie das Pedum. Mit beiden Händen hält sie ein aufgeschlagenes Gebetbuch mit einer mehrzeiligen Inschrift. Auf der Altarmensa steht ein Kruzifix, das am oberen Kreuzstamm eine „INRI“-Tafel aufweist. Das Kruzifix mit dem Gekreuzigten wird von zwei Heiligenfiguren, die vermutlich Maria und Johannes darstellen, flankiert. Die Vorderseite des Altares wird von einem Wappenschild mit Helmdecken und zwei gekrönten Helmen mit Helmzier geschmückt. Unter dem Wappenschild ist auf der schmalen Rahmenleiste des Altarsockels das Monogramm „MD“ und die Jahreszahl 1591 festgehalten. Über der Äbtissin ist eine Schrifttafel mit elfzeiliger Inschrift mit Rollwerkrahmung eingefügt. Sie enthält folgenden Text: „Dis EPITA͜PHIV͜M hat lassen / mache(n) die hochwirdig in Gott / Geistliche vnd Edle Fraw Fraw / Affra ein geborne von Stau=/dach Abbtesin des löbliche(n) Stiffts / vnd Fürstliche(n) Jungfrau Clo/ster S(anct) George(n) Am lengsee . / Wellicher Gott vnd all(n) Christ/glaubige(n) am Jüngste(n) Tag ein / Fröliche Aufferstehung verlei=/hen welle Amen“ Die beiden sichtbaren Bogenfelder sind ebenfalls beschriftet. In den beiden oberen Ecken beschließen Puttodarstellungen das dekorative Element des Epitaphs, dass ursprünglich zur Gänze polychromiert war. Reste davon haben sich an der Figur der Verstorbenen und am Wappenschild erhalten.
Gedenkstein der Äbtissin Maria Antonia von Platz
Der Gedenkstein befindet sich an der Außenseite der Kirche neben dem südlichen Eingang in die Kirche, unter der die Georgsbruderschaft errichtet wurde. Das Hochrelief stellt den heiligen Georg dar und ist mit der Jahreszahl 1721 bezeichnet. Die Inschrift besagt: „Unter dem heiligen Georg, dem Schützer des benediktinischen Hauses, von Maria Antonia, Äbtissin, 1721 errichtet“.